# Guanabaner
El guanabaner (Annona muricata), és un arbre fruiter tropical dins la família de les annonàcies. És una espècie nadiua del Carib i Amèrica central i àmpliament cultivat en altres zones.
És un arbret perennifoli que pot arribar a fer 4 m d'alt. Els seus fruits (guanàbanes) són verd foscos amb forma ovalada i poden arribar a fer 30 cm de llarg; la polpa és sucosa àcida, blanquinosa i aromàtica. Té moltes llavors amb un contingut mitjà del 24% d'oli.